# Medinophyto dilecta
Medinophyto dilecta är en tvåvingeart som först beskrevs av Christian Rudolph Wilhelm Wiedemann 1830.  Medinophyto dilecta ingår i släktet Medinophyto och familjen parasitflugor. Inga underarter finns listade i Catalogue of Life.